# Landsverk L-100 en L-101
De Landsverk L-100, ook wel Strv L-100 was een Zweedse prototype voor een lichte tank. De tank werd ontwikkeld in 1933 tot 1934 door Landsverk. De bedoeling was om een ultra lichte tank te ontwerpen, met een gewicht van slechts 4,8 ton. De bewapening bestond uit een 8mm machinegeweer. De maximale snelheid was 55 km/u. De tank werd niet in gebruik genomen door het Zweedse leger. Daarom kwam de tank ook niet in productie.
De Landsverk L-101 was de L-100, maar dan uitgevoerd als tankjager. Deze was bewapend met een 20mm kanon. Dit ontwerp kwam echter niet verder dan de designtafel.